# Igazságelméletek
Az állítás és tárgyának viszonyáról, az igazságfogalom jelentéséről a következő elméletek alakultak ki:

## Megfelelési elmélet
Az igazság megfelelési elmélete szerint egy kijelentés akkor és csak akkor igaz, ha az a világ ügyei tényleges állapotának, egy ténynek megfelelő állítást tartalmaz. Legtöbben ezzel a hittel nőttek fel: Ha valaki valamit állít, mi megyünk és kivizsgáljuk a dolgot: megfigyeljük, műszerekkel méréseket végzünk, hogy az állítás igaz-e. Megjegyzendő, hogy Bertrand Russell ez elméletének nehézséget jelent annak megmagyarázása, hogy mi a tény, és hogy az állítások hogy viszonyulnak hozzá.

## Azonossági elmélet
Az igazság azonossági elmélete szerint ha van egy igazsághordozó, akkor van egy azzal azonos igazságadó (tény) is, és a hordozó igazsága az adóval való azonosságban létezik. Ily módon ez az elmélet a Megfelelési Elmélet hiányosságából adódó intellektuális nyomásra való válasznak tekinthető, mely az elme és a világ közötti rést eltünteti, s megoldja a Frege által kifejezett problémát:
”A megfelelés, továbbá csak akkor lehet tökéletes, ha a dolgok egybeesnek…Csak akkor hasonlíthatnánk egy gondolatot egy tárgyhoz, ha a tárgy is egy gondolat lenne. Akkor, ha az előző tökéletesen megfelelne a utóbbinak, akkor azok egybeesnének. De szándékunk egyáltalán nem ez mikor az igazságot egy gondolat valami valóságnak való megfeleléseként határozzuk meg. Mert ebben az esetben az pontosan lényegszerű, hogy a valóság eltérő legyen a gondolattól. De akkor nem lehet teljes megfelelés, sem teljes igazság. Így egyáltalán semmi sem lenne igaz, mert ha valami csak félig igaz, akkor igaztalan az. Az igazság nem enged többet vagy kevesebbet.”
Frege ezután egy körkörös okoskodással (circulus vitiosus) védekezik egy olyan lehetséges vád ellen, hogy a megfelelési elmélet csak bizonyos értelembeni megfelelést igényel. Bár ő maga levonta azt a következtetést, hogy az igazság azonosítható, mégis némelyek számára célszerűnek mutatkozott egy azonossági elmélet kidolgozása…

## Jelentéstani elmélet
Az igazság jelentéstani elmélete az Alfred Tarski (1902–1983) lengyel származású amerikai filozófus a Megfelelési Elmélet védelmére 1933-ban kidolgozott formális logikai tétele, melyet Az igazság fogalma a formális nyelvekben című művében adott ki. A későbbi, 1944-ben kiadott Az igazság jelentéstani elmélete és a jelentéstan alapjai munkájában mind a „megfelelés”, mind a „tény” használásának kihagyásával elméletét általánosítva őrizte meg a korábbi megfelelési elmélet magját. Tarski szerint különbséget kell tennünk a formális nyelv és annak egy adott tartományban való értelmezése között. Ilyen módon egy adott nyelven tett állításnak az igazsága a meglévő külső körülményeknek megfelelően értékelhető. Tarski írásainak gyűjteményét 1948-ban Az alapfokú algebra és geometria egy döntésmódja címen adta ki, majd 1956-ban jelent meg a híressé vált összefoglaló munkája Logika, jelentéstan, metamatematika címen. Itt csak elméletének egy illusztrációjaképpen említjük meg egyik példáját. Tarski kérdése: “Milyen körülmények között igaz az a német mondat hogy “Schnee ist weiss” (~hó fehér)”? Más szóval: “Hogy kell kiegészíteni a következő mondatot: ‘A „Schnee ist weiss” német mondat által kifejezett állítás igaz akkor…?”. Tarski egyszerű válasza a következő volt:
‘A „Schnee ist weiss” német mondat által kifejezett állítás akkor és csak akkor igaz ha a hó fehér’.
Ez első pillantásra tautológiának tűnő kijelentés példáján keresztül Tarski részletesen írja le az tárgynyelv és a metanyelv alkalmazásait. Tarski célja az volt, hogy az állítás és annak tárgya közötti viszonyt nyelvészetileg általánosan állapítsa meg. Ennek érdekében nem elemzi, hogy egy név egy tárgyra, vagy egy állításra utal-e, elmélete ezt adottnak tekinti, és onnan indul ki a meglehetősen szakszerű okfejtésével, melyben a Gödel-számozástól kezdve az igazságnak a kielégítéssel való felcserélésén keresztül és rekurziós következtetési gondolatsorokat is használ. Például a kielégítés használatával Tarski a következőképpen kezel egy olyan egyszerű kijelentés igazságát, hogy “Szókratész halandó”:
Tarski azt mondja: “Ha ‘Szókratész’ egy név, és a ‘halandó’ egy állítás, akkor a ‘Szókratész halandó’ egy igaz állítást fejez ki akkor és csak akkor, ha létezik egy olyan x tárgy amit ‘Szókratész’-nak nevezhetünk és ha a ‘halandó’ állítás kielégíti ezt az x -et”
Tarski munkájának haszna egyrészt abban áll, hogy elmélete a kontingens és nem-kontingens állításokra egyaránt alkalmazható (a kontingens állítás egy logikailag nem szükségszerű, de nem is lehetetlen kijelentés melynek igaz, vagy hamis volta csak érzékelés útján való megfigyeléssel dönthető el. A nem kontingens állítás pedig egy logikailag szükségszerű kijelentés), azaz lehetővé teszi olyan állítások pontos kezelését, melyek igazságértéke az emberiség számára elvileg megismerhetetlenek. Ez elmélet másik nagy értéke pedig az, hogy ez alapján a nem-kontingens matematikai igazságok a fizikai elméletekkel együtt a világunk (mint minden más lehetséges világ is) logikailag pontosan leírható az igazság nyelvészeti elméletevel ellentétben.
Lásd még: Tarski-féle T-séma

## Összefüggési elmélet
Az igazság összefüggési elmélete szerint egy állítás annyiban igaz, amennyiben más igaz állításokkal összefügg. A megfelelési elmélettel ellentétben itt a hangsúly a független valóságon van, s Bland Blanshard e szemlélete feltételezi, hogy megbízható hitek egymással összefüggő rendszert alkotnak, melynek minden eleme összefügg minden másikkal. Olyan idealisták, mint Bradley, Bosanquet és Blanshard vannak ezen a véleményen. Ez elméletnek talán legfontosabb értéke az, hogy megvilágítja, hogy igazságképzeteink, és ismereteink mi módon alakulnak ki.
Ugyanakkor pedig meg kell említeni, hogy a 20. század második felében a szocialista világban elterjedt szociális konstruktivista igazságnak (ld. Az igazság társadalmi szerkesztés elmélete) az első világban elterjedt változata ezt az összefüggési elméletet jelentősen továbbfejlesztette. A posztmodernista filozófusok hívták fel a figyelmet arra, hogy a legmeggyőzőbb és befolyásosabb emberek kijelentései “közös igazság”-gá alakulnak. Bár ez a jelenség megfigyelhető, a vita tárgyát képező kérdés az, hogy a személyes vélemények mások általi elfogadása csupán a személyek szervezeti, és/vagy személyes kiválóságának elismeréseként értelmezhető-e. A szélsőségesebb posztmodernisták ugyanis nem tesznek különbséget az igazság és az igazságként való elfogadás között. Szerintük a befolyásos emberek közötti társadalmi tárgyalások igenis igazságot “szerkesztenek” (konstruálnak), azaz a tárgyilagos valóság nem több és nem kevesebb annál, amit mi annak mondunk. Mi, emberi lények, vagyunk az igazság végső meghatározói. A igazság az, amiben mi egyetértünk (ld Az igazság közmegegyezési elmélete.

## Társadalmi szerkesztési elmélet
Az igazság társadalmi szerkesztés elmélete szerint az igazságot szociális folyamatok szerkesztik, és így az igazság egy adott közösség hatalmi küzdelmeit képviseli. Ez elmélet a posztmodernizmus terméke, és filozófusai arra hivatkoznak, hogy a befolyásos személyiségek (mint Rákosi Mátyás vagy Adolf Hitler) hatása alatt “közös igazságok” alakulnak ki, azaz igazságot “szerkesztenek”, s nem különböztetik meg egy “igazság” elfogadását annak igaz (vagy hamis) voltától. Szerintük az igazság nem valami objektív valóság tükröződése, hanem egy kollektív döntéshozási folyamat terméke. Ez elmélet alapján beszélhettünk a „szocialista valóság”-ról, mely főleg a művészet “szoc-reál” irányzataiban nyilvánult meg a proletárdiktatúra ideológiájának szolgálatában.

## Közmegegyezési elmélet
Az igazság közmegegyezési elmélete – melyet Charles Sanders Peirce dolgozott ki és később pragmaticizmusnak nevezett – szerint az igazság egy csoport (mint pl. hozzáértő kutatók) egy adott dologban való megegyezése. Ez elmélet kritikusai kétlik, hogy minden állítás értékelésére egy szakértői bizottság felállítható lenne, és hogy egy olyan bizottság kellő mértékig képes lenne az igazság nyomozásában elég messzire jutni egy elfogadható időszakon belül. Mindenesetre ez az elmélet nem tévesztendő össze sem a szubjektivizmussal, sem a relativizmussal.
Megjegyzendő, hogy ezek a posztmodernista szemléletek inkább a társadalomtudósok körében terjedtek el. Ők például készséggel elfogadják azt, hogy az emberiség „szuperegó”-jának létezése, bizonyos befolyásos pszichológusok szerkesztett igazsága, és ennek eredményeként igaz(ságnak tekintendő). Ezzel szöges ellentétben, fizikusok soha nem fogadnának el egy állítást igazságként közmegegyezési alapon. Szerintük egy olyan állítás igazsága, mint például hogy „a protonok három kvarkból állnak” attól függ, hogy az a tárgyi valóságnak megfelel-e. Egy névtelen és egy elöljáró, híres fizikus kijelentése közötti különbség csupán a figyelem mértékére, és soha nem annak igazságára vonatkozik. A reál-tudományokkal foglalkozók (általában) nem hiszik, hogy a társadalmi befolyás vagy presztízs a valóság felett lenne.

## Pragmatista elmélet
Az igazság pragmatista elmélete az igazságot egy gondolat gyakorlati következménye sikerének tekinti, azaz egy gondolat igazságát annak gyakorlati haszna alapján ítéli meg. Más szóval, egy állítás akkor igaz, ha az azon alapuló tettek kielégítő gyakorlati eredményhez vezetnek (valami akkor igaz, ha hasznos benne hinni). A Hugo Münsterberg-gel a Harvardon való együttműködése során William James (1842-1910) által formált elmélet ígérete az, hogy hosszú távon az emberiség véleményei egy, a gyakorlat által sikeresnek bizonyult emberi tevékenységek a tudományos ismeretek stabil halmazába konvergál (James nem ment el addig, hogy az igazságot társadalmi-vallási kultúraként értékelje). Egyik jeles képviselője Richard Rorty szerint egyáltalán nem létezik semmi olyasmi, amit abszolút igazságnak lehetne nevezni. Szerinte az igazság nem valami, amit felfedezünk vagy találunk, hanem valami, amit csoportok kialakítanak maguknak. Ennek megfelelően a különböző csoportok eltérő elvárásai alapján több különböző igazságok léteznek – az igazság relatív – az igazság egy ideológia, s csak történelmileg dönthető el, hogy például a fasizmus vagy a szabad demokrácia igazsága „jobb-e”. Ennek az elméletnek egyik érdekes (és a gondolatszabadság szempontjából veszélyes) következménye az, hogy a “tudás = hatalom” ténylegesen megfordul és a “hatalom = tudás”-sá válik. Ennek az elméletnek a kritikusai kétlik, hogy az emberiségnek elég ideje lenne az igazság ilyen módon való felfedezésére. Mások arra mutatnak rá, hogy bizonyos helyzetekben különböző embereket egymással ellentétes hitek vezetnek általuk meghatározott sikerre, ami az igazság általánosságát kérdésessé teszi. Végül csaknem mindenki arra hivatkozik, hogy egyes, kétségtelenül hasznos hitek az objektív valósággal esetleg nem egyeznek meg: például hasznos azt hinnünk, hogy környezetünk szerető és odaadó velünk szemben, annak ellenére, hogy esetleg ez nyilvánvalóan nem igaz (ami természetesen az igazság definíciójával ellenkezik)…

## Deflációs elméletek
Az eddig említett igazságelméletek közös jellege az a feltételezés, hogy egy állítás csak abban az esetben igaz, ha valamilyen tulajdonsága megfelel a tényeknek, azonos, vagy összefügg a tényekkel, hasznosnak mutatkozik, valaki tekintélyes nyilvánított ki, vagy jelentéstanilag hibátlannak tekinthető. A következő három ún. deflációs elméletek tagadják e feltételezést: Feleslegességi-, Előadási- és Mondattani elméletek.

## Redundancia elmélet
Az igazság redundancia elmélete szerint egy állítás igazságának kijelentése MINDIG redundáns logikailag, mert annak kimondása, hogy egy állítás igaz, semmit sem tesz hozzá ahhoz az állításhoz, aminek az igazságát kimondja. Fő képviselői Frege, Ramsey és Horwich voltak. Frege 1918-ban a következőképpen fejezte ki ennek az elméletnek a lényegét:
”Megjegyzésre méltó hogy ‘A violák illatát szagolom’ mondatnak ugyanaz a tartalma mint ‘Az igaz, hogy én a violák illatát szagolom’ mondatnak. Szóval úgy tűnik, hogy az igazság tulajdonságának kifejezésével semmit nem adtam a gondolathoz.”
Más szóval “Az igazság az, hogy én kövér vagyok” kijelentés állításának igazságtartalma pontosan annyi mint hogy “Én kövér vagyok”. Ugyanakkor egy közvetett utalás esetén „az igaz” állítás hasznosnak mutatkozik egy esetlegesen végtelen felsorolás általánosítással való tömörítésére. Például ha azt mondjuk, hogy “Amit holnap mondani fog, az igaz”, ebben a mondatban “az igaz” kifejezés a következőt jelentheti: “Ha holnap azt mondja hogy havazni fog, akkor havazni fog, ha holnap azt mondja hogy 7+5=12, akkor 7+5=12 …stb, stb.”, azaz “az igaz” helyettesítheti az esetlegesen végtelen konjunkció tagjainak felsorolását.

## Előadási elmélet
Az igazság előadási elmélete szerint Tarski elmélete alapjaiban téves. Strawson rámutatott arra, hogy az igazságnak az állításhoz való csatolása valójában nem magát az állítást jellemzi, egyáltalán nem felesleges, hanem a beszélő szándékáról mond valamit. A beszélő ugyanis az állításával való egyetértésen, helyeslésen, azt való dicsőítésen keresztül az állítást elfogadja, vagy talán abba is beleegyezik, mindenesetre engedélyét adja, hogy az állítást (vagy a belé vetett hitet) magunkévá tegyük. Más szóval tehát mikor valaki azt mondja, hogy “Az igaz, hogy a hó fehér” azt is érthetjük, hogy “Magamévá teszem azt az állítást, hogy a hó fehér”. A kulcsgondolat itt az, hogy egy állításról azt mondani, hogy az igaz, egy bizonyos burkolt formában valami olyasmit jelent, hogy “Ajánlom neked, vagy jóváhagyom…az állítást”. Másik példával: “Az igaz hogy Pest Budától keletre van” a hallgatónak engedélyt ad arra, hogy higgyen abban, és aszerint járjon el, hogy Pest Keletre van Budától. Az igazság előadási elméletének kritikusai – mint Geach- azzal érvelnek, hogy ez logikánk túlságosan jelentős átformálását igényli, mivel az érvek igazak, vagy hamisak, de nem tartjuk őket cselekvéseknek. Mások azt mondják, ha Strawsonnak igaza van és “az igaz” kifejezés csupán az egyetértésnek egy mozdulata, akkor a “Légy szíves csukd be az ajtót” is igaz, mert mi egyetértünk az ajtó becsukásának igényével. Huw Price szerint ez képtelenség, és valami nincs rendjén ezzel az elmélettel…

## Mondattani elmélet
Az igazság mondattani elmélete szerint “az igaz” nyelvtani állítmány jelentéstanilag, vagy logikailag nem számít állításnak. “Az igaz…” minden előfordulása csupán egy mondattani jelenség, például ha valaki kijelenti hogy “Az igaz hogy havazik.” csupán arról van szó, hogy a kijelentő a hallgatót megkéri hogy vegye figyelembe azt, hogy “havazik”. Ahogy az “…ő volt az…” kifejezésben az “ő” névmás a személy nevét helyettesíti, hasonlóan “az igaz” a kérdéses állítást helyettesíti. Kritikusai szerint ez elmélet nem magyarázza meg “igaz” jelentését minden esetben.